# Micha'el Chazani
Micha'el Chazani (hebrejsky מיכאל חזני‎, plným jménem יעקב מיכאל חזני‎, Ja'akov Micha'el Chazani, rodným jménem יעקב קנטרוביץ‎, Ja'akov Kantrovič, žil 27. června 1913 – 2. červenec 1975) byl izraelský politik a bývalý poslanec Knesetu za strany ha-Po'el ha-Mizrachi, Chazit datit Toratit, ha-Po'el ha-Mizrachi a Mafdal.

## Biografie
Narodil se ve městě Będzin v tehdejší Ruské říši (dnes Polsko). V roce 1932 přesídlil do dnešního Izraele. Absolvoval ješivu Torat chajim ve Varšavě a získal osvědčení pro výkon funkce rabína. Sloužil v židovských jednotkách Hagana.

## Politická dráha
Byl jedním ze zakladatelů náboženské sionistické mládežnické organizace ha-Šomer ha-dati. Působil v organizaci he-Chaluc ha-Mizrachi. Angažoval se při zakládání nových zemědělských osad osidlovaných nábožensky orientovanými Židy. Byl členem výkonného výboru strany ha-Po'el ha-Mizrachi a předsednictva strany Mafdal.
V izraelském parlamentu zasedl poprvé po volbách v roce 1951, do nichž šel za ha-Po'el ha-Mizrachi. Byl členem parlamentního výboru pro veřejné služby, výboru finančního, výboru pro ekonomické záležitosti a výboru pro záležitosti vnitra. Předsedal podvýboru pro záležitosti kašrutu. Na kandidátce Chazit datit Toratit (Náboženská fronta Tóry) byl opětovně zvolen ve volbách v roce 1955. Stal se členem výboru pro záležitosti vnitra a výboru finančního. V průběhu volebního období přešel do opětovně samostatného poslaneckého klubu ha-Po'el ha-Mizrachi a nakonec do nové formace Mafdal. Na kandidátce Mafdal byl zvolen ve volbách v roce 1959. Nastoupil jako člen do finančního výboru. Za Mafdal se dočkal dalšího mandátu ve volbách v roce 1961. Byl opět členem výboru finančního. Na kandidátce Mafdal byl zvolen ve volbách v roce 1965. Stal se předsedou výboru pro státní kontrolu a zůstal členem finančního výboru. Za Mafdal se dočkal zvolení i ve volbách v roce 1969. Po nich byl opět členem finančního výboru. Na kandidátce Mafdal pak do Knesetu pronikl po volbách v roce 1973, po nichž nastoupil na post člena výboru pro státní kontrolu, výboru pro ústavu, právo a spravedlnost a výboru House Committee. Zemřel během funkčního období. V poslaneckém křesle ho nahradil Simcha Friedman.
Zastával i vládní posty. V letech 1969–1970 byl náměstkem ministra školství a kultury a v letech 1970–1974 a znovu 1974–1975 zastával funkci ministra sociální péče.